# 신풍초등학교 (강원)
신풍초등학교는 대한민국 강원특별자치도 화천군 상서면 신대리 449에 있었던 초등학교이다.

## 연혁
- 1944년 6월 3일 신풍공립국민학교 개교
- 1954년 11월 17일 신풍국민학교 수복 개교
- 1955년 2월 28일 현 위치로 이전
- 1983년 2월 28일 만산분교장 폐교
- 1996년 3월 1일 신풍초등학교로 개칭
- 2000년 3월 1일 화천초등학교로 통폐합